# Blæksuger
En blæksuger er et stykke kontorudstyr, der kan bruges til at opsuge overskydende blæk, når man skriver med pen og blæk. Blæksugeren, der kan være fremstillet af forskellige materialer som træ, metal og sten, er beklædt på undersiden med et stykke tykt, sugende trækpapir. Papiret er spændt fast og kan udskiftes. 
Hvis man skriver med en pen, kan der afsættes mere blæk på papiret end strengt nødvendigt. Dette fænomen er specielt et problem, hvis man skriver med en fjerpen eller en stålpen, fyldepenne er mindre tilbøjelige til dette. Man skal så enten vente på at blækket tørrer ind, eller man kan opsuge det overskydende med en blæksuger. Det kræver lidt øvelse at undgå, at blækket i stedet tværes ud på papiret. En tredje mulighed var at drysse lidt sand på blækket fra en strødåse, og så ryste sandet af. Specielt var sandet fra Balka velegnet, da det er meget fint.